# Samossa

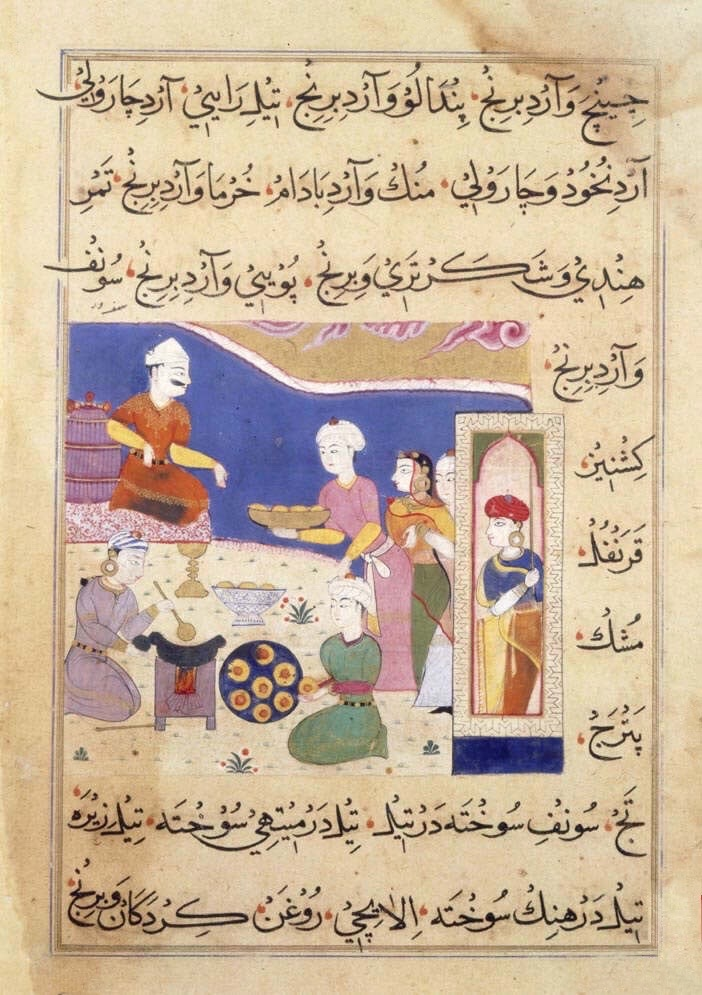
Manuscrit medieval del segle XVI que mostra les samosses servides

La samossa és una pasta de rebosteria que es fa fregida o al forn amb un farciment salat, com ara patates condimentades, cebes, pèsols, formatge, carn de vaca i altres carns, o llenties. Pot adoptar diferents formes, incloses les formes triangulars, de con o de mitja lluna, segons la regió. A l'Àsia meridional, sovint s'acompanya de chutney, és probablement el més conegut d'una àmplia família de receptes des d'Àfrica fins a la Xina, que té orígens en època medieval o anteriors. Les samosses són un entrant, un aperitiu o un aperitiu popular a les cuines locals del sud d'Àsia, Àsia occidental, sud-est asiàtic, la Mediterrània i Àfrica. A causa de l'emigració i la difusió cultural d’aquestes zones, actualment es preparen sovint en altres regions.
La paraula samossa es remunta a la paraula persa sanbosag. Tot i que actualment es coneixen com a sambusak al món de parla àrab, els llibres de receptes àrabs medievals de vegades l'anomenen sambusaj. La paraula samoosa s’utilitza a Sud-àfrica.

## Història
La samossa es va originar a l'Orient Mitjà i Àsia central. Després es va estendre a l'Àfrica, l'Àsia Sud-oriental, l'Àsia meridional i altres llocs. El terme samossa i les seves variants cobreixen una família de pastes i boletes populars des del nord-est d’Àfrica fins a l’oest de la Xina. La samossa es va estendre al subcontinent indi, després de la invasió de les dinasties turques de l'Àsia Central a la regió. Un elogi de samossa es pot trobar en un poema del segle ix del poeta persa Ishaq al-Mawsili. Les receptes del plat es troben als llibres de cuina àrab entre el segle x i el segle xiii, amb els noms de sanbusak, sanbusaq i sanbusaj, que deriven de la paraula persa sanbosag. A l'Iran, el plat era popular fins al segle xvi, per bé que al segle xx la seva popularitat només es limitava a certes províncies. Abolfazl Beyhaqi (995-1077), historiador iranià, ho va esmentar a la seva història, Tarikh-e Beyhaghi.
La samossa de l'Àsia central va ser introduïda al subcontinent indi al segle xiii o segle xiv per comerciants de l'Àsia central. Amir Khusro (1253-1325), un erudit i poeta reial del sultanat de Delhi, va escriure cap al 1300 aC que «els prínceps i nobles gaudien de la samossa preparada a partir de carn, ceba, etc.s». Ibn Battuta, viatger i explorador del segle xiv, descrigué un àpat a la cort de Muhammad bin Tughluq, on abans del tercer se servia el samushak o sambusak, un petit pastís farcit de carn picada, ametlles, festucs, nous i espècies. Nimmatnama-i-Nasiruddin-Shahi, un llibre de cuina índia medieval de Ghiyath al-Din Khalji, el governant del sultanat de Malwa al centre de l'Índia, esmentà l'art de fabricar samossa. Ain-i-Akbari, un document mogol del segle xvi, esmenta la recepta del qutab, que diu: «la gent dels hindustans l'anomenen sanbúsah».

## Regions de parla anglesa
Les samosses són populars en el Regne Unit, Trinitat i Tobago, Guyana, Uganda, Sud-àfrica, Ruanda, Kenya i Tanzània, i la seva popularitat també està augmentant al Canadà, i als Estats Units. Poden anomenar-se samboosa o sambusac, però en Sud-àfrica, tot sovint se les anomena samoosa. Les samosses congelades estan cada vegada més disponibles a supermercats al Canadà, Estats Units i el Regne Unit.
De vegades s'usen variacions que usen pasta fil·lo, o massa de farina.